# 38 Lotniczy Pułk Szkolno-Bojowy
38 Lotniczy Pułk Szkolno-Bojowy (38 lpszb) – oddział lotnictwa Wojska Polskiego istniejący w latach 1956–1958 i 1974-1988.

## Historia
W kwietniu 1952 roku przyjęto do realizacji pierwszy powojenny plan mobilizacyjny „PM 1”, w ramach którego przewidywano wystawienie 38 Zapasowego Pułku Lotniczego w Zamościu. 
Na podstawie zarządzenia Nr 074/Org. Szefa Sztabu Generalnego WP z dnia 30 kwietnia 1956 roku Dowódca Wojsk Lotniczych i Obrony Przeciwlotniczej Obszaru Kraju sformował, w terminie do dnia 1 października 1956 roku, 38 Pułk Lotnictwa Myśliwskiego (JW 5401).
W lipcu 1957 roku jednostka została podporządkowana dowódcy 3 Korpusu Obrony Przeciwlotniczej Obszaru Kraju i przemianowana na 38 Pułk Lotnictwa Myśliwskiego OPL.
W czerwcu 1958 roku pułk został rozformowany, a na jego bazie utworzono Wyższą Szkołę Pilotów w Modlinie.
W kwietniu 1960 roku Wyższą Szkołę Pilotów przemianowano na Centrum Szkolenia Lotniczego.
Na podstawie zarządzenia Nr 016/Org. Szefa SG WP z dnia 19 lutego 1974 roku Centrum Szkolenia Lotniczego zostało rozformowane, a na jego bazie zorganizowano 38 Lotniczy Pułk Szkolny.
W terminie do dnia 1 czerwca 1976 roku na bazie eskadry doświadczalnej pułku została sformowana 45 Lotnicza Eskadra Doświadczalna.
Na podstawie zarządzenia Nr 064/Org. Szefa SG WP z dnia 24 grudnia 1979 roku oddział został przeformowany w 38 Lotniczy Pułk Szkolno-Bojowy.
Na podstawie zarządzenia Nr 046/Org. Szefa SG WP z dnia 30 lipca 1988 roku i zarządzenia Nr 011/Org. dowódcy Wojsk Lotniczych z dnia 6 września 1988 roku 38 Lotniczy Pułk Szkolno-Bojowy został rozformowany w terminie do dnia 31 grudnia 1988 roku.